# 第25回衆議院議員総選挙
第25回衆議院議員総選挙（だい25かいしゅうぎいんぎいんそうせんきょ）は、1952年（昭和27年）10月1日に日本で行われた国会（衆議院）議員の総選挙である。

## 概要
旧衆議院議員選挙法と参議院議員選挙法の統合及び地方自治体の首長、教育委員の公選制導入（この内、教育委員公選制は1956年に廃止）を目的として1950年に制定された公職選挙法に基づいて実施された最初の総選挙である。
選挙の結果、与党の自由党は240議席と過半数（234議席）を辛うじて上回ったが、与野党は伯仲した。また、日本共産党は50年問題における所感派と国際派の分裂及び51年綱領に伴う非合法行動により支持を失い、公認候補が全員落選し、全ての議席を失った。
またサンフランシスコ平和条約発効による公職追放令廃止により公職追放を解除された政治家が立候補できたため、その多数が当選して国政に復帰することとなった。

## 選挙データ

### 内閣
- 選挙時：第3次吉田内閣 第3次改造内閣（第49代）
  - 内閣総理大臣：吉田茂（自由党総裁）
  - 与党：自由党
- 選挙後：第4次吉田内閣（第50代）
  - 内閣総理大臣：吉田茂（自由党総裁）
  - 与党：自由党

### 解散日
- 1952年（昭和27年）8月28日

### 解散名
- 抜き打ち解散

### 公示日
- 1952年（昭和27年）9月5日

### 投票日
- 1952年（昭和27年）10月1日

### 改選数
- 466（）

### 選挙制度
- 中選挙区制
  - 3人区：40（）
  - 4人区：39（）
  - 5人区：38（）

#### 投票方法
秘密投票、単記投票、1票制

#### 選挙権
満20歳以上の日本国民

#### 被選挙権
満25歳以上の日本国民
昭和生まれはこの選挙から立候補が可能になる。

#### 有権者数
46,772,584（男性：22,312,761　女性：24,459,823）

### 同日実施の選挙等
国民投票
- 最高裁判所裁判官国民審査

## 選挙活動

### 党派別立候補者数
| 党派                   | 党派               | 計    | 内訳 | 内訳 | 内訳 | 男性  | 女性 | 公示前 |
| 党派                   | 党派               | 計    | 前   | 元   | 新   | 男性  | 女性 | 公示前 |
| ---------------------- | ------------------ | ----- | ---- | ---- | ---- | ----- | ---- | ------ |
|                        | 自由党             | 475   | 256  | 104  | 115  | 472   | 3    | 285    |
|                        | 改進党             | 209   | 60   | 90   | 59   | 206   | 3    | 67     |
|                        | 日本社会党（右派） | 109   | 30   | 41   | 38   | 104   | 5    | 30     |
|                        | 日本社会党（左派） | 96    | 16   | 20   | 60   | 95    | 1    | 16     |
|                        | 日本共産党         | 107   | 18   | 5    | 84   | 103   | 4    | 22     |
|                        | 労働者農民党       | 11    | 4    | 1    | 6    | 9     | 2    | 4      |
|                        | 諸派               | 41    | 4    | 5    | 23   | 41    | 0    | 9      |
|                        | 無所属             | 166   | 1    | 33   | 132  | 160   | 6    | 4      |
| 総計                   | 総計               | 1,243 | 393  | 318  | 532  | 1,217 | 26   | 437    |
| 出典：『朝日選挙大観』 |                    |       |      |      |      |       |      |        |

## 選挙結果

### 党派別獲得議席
| 党派                                                    | 党派                     | 党派                     | 獲得 議席                | 増減                     | 得票数     | 得票率 | 公示前 |
| ------------------------------------------------------- | ------------------------ | ------------------------ | ------------------------ | ------------------------ | ---------- | ------ | ------ |
| 与党                                                    | 与党                     | 与党                     | 240                      | 045                      | 16,810,434 | 47.57% | 285    |
|                                                         |                          | 自由党                   | 240                      | 045                      | 16,810,434 | 47.57% | 285    |
| 野党・無所属                                            | 野党・無所属             | 野党・無所属             | 226                      | 074                      | 18,526,270 | 52.43% | 152    |
|                                                         |                          | 改進党                   | 85                       | 018                      | 6,453,028  | 18.26% | 67     |
|                                                         | 日本社会党（右派）       | 57                       | 027                      | 4,057,241                | 11.48%     | 30     |        |
|                                                         | 日本社会党（左派）       | 54                       | 038                      | 3,450,601                | 9.76%      | 16     |        |
|                                                         | 労働者農民党             | 4                        | 増減なし                 | 261,190                  | 0.74%      | 4      |        |
|                                                         | 日本共産党               | 0                        | 022                      | 896,764                  | 2.54%      | 22     |        |
|                                                         | 諸派                     | 7                        | 002                      | 952,501                  | 2.69%      | 9      |        |
|                                                         | 無所属                   | 19                       | 015                      | 2,454,945                | 6.95%      | 4      |        |
|                                                         | 欠員                     | 欠員                     | 0                        | 029                      | －         | －     | 29     |
| 総計                                                    | 総計                     | 総計                     | 466                      | 増減なし                 | 35,336,704 | 100.0% | 466    |
| 有効票数（有効率）                                      | 有効票数（有効率）       | 有効票数（有効率）       | 有効票数（有効率）       | 有効票数（有効率）       | 35,336,704 | 98.84% |        |
| 無効票・白票数（無効率）                                | 無効票・白票数（無効率） | 無効票・白票数（無効率） | 無効票・白票数（無効率） | 無効票・白票数（無効率） | 413,019    | 1.16%  |        |
| 投票者数（投票率）                                      | 投票者数（投票率）       | 投票者数（投票率）       | 投票者数（投票率）       | 投票者数（投票率）       | 35,749,723 | 76.43% |        |
| 棄権者数（棄権率）                                      | 棄権者数（棄権率）       | 棄権者数（棄権率）       | 棄権者数（棄権率）       | 棄権者数（棄権率）       | 11,022,861 | 23.57% |        |
| 有権者数                                                | 有権者数                 | 有権者数                 | 有権者数                 | 有権者数                 | 46,772,584 | 100.0% |        |
| 出典：総務省統計局 戦後主要政党の変遷と国会内勢力の推移 |                          |                          |                          |                          |            |        |        |

投票率：76.43％（前回比： 2.39％）
【男性：80.46％（前回比： 0.28％）　女性：72.76％（前回比： 4.79％）】

### 党派別当選者内訳
| 党派                   | 計  | 内訳 | 内訳 | 内訳 | 男性 | 女性 |
| 党派                   | 計  | 前   | 元   | 新   | 男性 | 女性 |
| ---------------------- | --- | ---- | ---- | ---- | ---- | ---- |
| 自由党                 | 240 | 132  | 56   | 52   | 238  | 2    |
| 改進党                 | 85  | 37   | 38   | 10   | 84   | 1    |
| 日本社会党（右派）     | 57  | 26   | 25   | 6    | 53   | 4    |
| 日本社会党（左派）     | 54  | 16   | 13   | 25   | 53   | 1    |
| 労働者農民党           | 4   | 3    | 1    | 0    | 4    | 0    |
| 日本共産党             | 0   | 0    | 0    | 0    | 0    | 0    |
| 諸派                   | 7   | 2    | 3    | 2    | 6    | 1    |
| 無所属                 | 19  | 1    | 4    | 14   | 19   | 0    |
| 合計                   | 466 | 217  | 140  | 109  | 457  | 9    |
| 出典：『朝日選挙大観』 |     |      |      |      |      |      |

## 政党
| 自由党：240議席 総裁：吉田茂 幹事長 ：林譲治 総務会長 ：益谷秀次 政務調査会長 ：水田三喜男 参議院議員会長：大屋晋三                                                          | | |
| 改進党：85議席 総裁：重光葵 幹事長 ：三木武夫 中央常任委員会議長：松村謙三 党務委員長 ：深川栄左衛門 政策委員長 ：北村徳太郎 参議院議員会長 ：鬼丸義斉 最高顧問 ：苫米地義三 | 日本社会党（右派）：57議席 委員長代行：浅沼稲次郎 書記長 ：浅沼稲次郎（兼） 政策審議会長 ：水谷長三郎 国会対策委員長：三宅正一 | 日本社会党（左派）：54議席 委員長：鈴木茂三郎 書記長 ：野溝勝 政策審議会長 ：和田博雄 国会対策委員長：佐々木更三 参議院議員会長：金子洋文 |
| 労働者農民党：4議席 主席：黒田寿男 書記長：中原健次 | 日本共産党：0議席 書記長：徳田球一 臨時中央指導部議長：椎野悦朗                                                                | |

諸派：7議席
- 2議席（2団体）

協同党　　　　　　：平野力三（山梨全県区）、大石ヨシエ（京都2区）
日本教職員政治連盟：川村継義（熊本2区）、中村英男（島根全県区）
- 1議席（3団体）

日本再建連盟　　　：武知勇記（愛媛1区）
日本人民党　　　　：只野直三郎（宮城1区）
福岡県農村連盟　　：中村寅太（福岡1区）

## 議員

### 当選者
自由党   改進党   日本社会党（右派）   日本社会党（左派）   労働者農民党   協同党   日本再建連盟   諸派   無所属 
| 北海道   | 1区  | 椎熊三郎     | 横路節雄   | 町村金五     | 薄田美朝     | 正木清     | 2区 | 松浦周太郎     | 佐々木秀世 | 芳賀貢     | 玉置信一     |            |
| 北海道   | 3区  | 平塚常次郎   | 川村善八郎 | 館俊三       |              |            | 4区 | 岡田春夫       | 渡辺惣蔵   | 篠田弘作   | 山中日露史   | 南条徳男   |
| 北海道   | 5区  | 森三樹二     | 伊藤郷一   | 高倉定助     | 永井勝次郎   | 松田鉄蔵   |     |                |            |            |              |            |
| 青森県   | 1区  | 山崎岩男     | 森田重次郎 | 小笠原八十美 | 三浦一雄     |            | 2区 | 木村文男       | 笹森順造   | 三和精一   |              |            |
| 岩手県   | 1区  | 田子一民     | 石川金次郎 | 鈴木善幸     | 野原正勝     |            | 2区 | 小沢佐重喜     | 志賀健次郎 | 浅利三朗   | 阿部千一     |            |
| 宮城県   | 1区  | 只野直三郎   | 本間俊一   | 佐々木更三   | 菊地養之輔   | 竹谷源太郎 | 2区 | 大石武一       | 村松久義   | 内海安吉   | 日野吉夫     |            |
| 秋田県   | 1区  | 石田博英     | 細野三千雄 | 平沢長吉     | 松野孝一     |            | 2区 | 根本龍太郎     | 笹山茂太郎 | 川俣清音   | 飯塚定輔     |            |
| 山形県   | 1区  | 黒金泰美     | 西村力弥   | 木村武雄     | 松浦東介     |            | 2区 | 加藤精三       | 松岡俊三   | 上林与市郎 | 池田正之輔   |            |
| 福島県   | 1区  | 佐藤善一郎   | 加藤宗平   | 八百板正     | 粟山博       |            | 2区 | 鈴木義男       | 白石正明   | 菅家喜六   | 山下春江     | 河原田稼吉 |
| 福島県   | 3区  | 鈴木直人     | 松井政吉   | 高木松吉     |              |            |     |                |            |            |              |            |
| 茨城県   | 1区  | 内田信也     | 加藤高蔵   | 中山栄一     | 橋本登美三郎 |            | 2区 | 山崎猛         | 石野久男   | 塚原俊郎   |              |            |
| 茨城県   | 3区  | 佐藤洋之助   | 赤城宗徳   | 山本粂吉     | 風見章       | 丹羽喬四郎 |     |                |            |            |              |            |
| 栃木県   | 1区  | 船田中       | 戸叶里子   | 高瀬伝       | 森山欽司     | 野沢清人   | 2区 | 小平久雄       | 松村光三   | 森下國雄   | 山田長司     | 栗田英男   |
| 群馬県   | 1区  | 五十嵐吉蔵   | 石井繁丸   | 金子与重郎   |              |            | 2区 | 福井盛太       | 長谷川四郎 | 岡部周治   |              |            |
| 群馬県   | 3区  | 中曽根康弘   | 福田赳夫   | 武藤運十郎   | 木暮武太夫   |            |     |                |            |            |              |            |
| 埼玉県   | 1区  | 福永健司     | 川島金次   | 松永東       | 大泉寛三     |            | 2区 | 松山義雄       | 平岡忠次郎 | 横川重次   |              |            |
| 埼玉県   | 3区  | 荒舩清十郎   | 貫井清憲   | 阿左美広治   |              |            | 4区 | 青木正         | 古島義英   | 新井尭爾   |              |            |
| 千葉県   | 1区  | 吉川兼光     | 川島正次郎 | 臼井荘一     | 伊能繁次郎   |            | 2区 | 山村新治郎     | 寺島隆太郎 | 竹尾弌     | 小川豊明     |            |
| 千葉県   | 3区  | 千葉三郎     | 水田三喜男 | 中村庸一郎   | 福井順一     | 森清       |     |                |            |            |              |            |
| 神奈川県 | 1区  | 門司亮       | 松尾トシ子 | 高橋長治     | 中助松       |            | 2区 | 土井直作       | 山本正一   | 小泉純也   | 志村茂治     |            |
| 神奈川県 | 3区  | 片山哲       | 河野一郎   | 小金義照     | 岩本信行     | 岡崎勝男   |     |                |            |            |              |            |
| 山梨県   | 全県 | 吉江勝保     | 平野力三   | 内田常雄     | 荻野豊平     | 古屋貞雄   |     |                |            |            |              |            |
| 東京都   | 1区  | 鳩山一郎     | 浅沼稲次郎 | 原彪         | 安藤正純     |            | 2区 | 松岡駒吉       | 宇都宮徳馬 | 加藤勘十   |              |            |
| 東京都   | 3区  | 鈴木茂三郎   | 広川弘禅   | 三輪寿壮     |              |            | 4区 | 菊川忠雄       | 帆足計     | 花村四郎   |              |            |
| 東京都   | 5区  | 中村梅吉     | 河野密     | 前田米蔵     | 石田一松     |            | 6区 | 山口シヅエ     | 熊本虎三   | 島上善五郎 | 島村一郎     | 新井京太   |
| 東京都   | 7区  | 中村高一     | 並木芳雄   | 山花秀雄     | 大久保留次郎 | 栗山長次郎 |     |                |            |            |              |            |
| 新潟県   | 1区  | 大島秀一     | 吉川大介   | 北昤吉       |              |            | 2区 | 渡邊良夫       | 井伊誠一   | 高岡大輔   | 佐藤芳男     |            |
| 新潟県   | 3区  | 田中角栄     | 大野市郎   | 三宅正一     | 稲村順三     | 亘四郎     | 4区 | 田中彰治       | 塚田十一郎 | 猪俣浩三   |              |            |
| 富山県   | 1区  | 松岡松平     | 内藤隆     | 佐伯宗義     |              |            | 2区 | 松村謙三       | 河合良成   | 内藤友明   |              |            |
| 石川県   | 1区  | 辻政信       | 坂田英一   | 武部英治     |              |            | 2区 | 益谷秀次       | 南好雄     | 大森玉木   |              |            |
| 福井県   | 全県 | 植木庚子郎   | 奥村又十郎 | 福田一       | 坪川信三     |            |     |                |            |            |              |            |
| 長野県   | 1区  | 小坂善太郎   | 倉石忠雄   | 中沢茂一     |              |            | 2区 | 勝俣稔         | 羽田武嗣郎 | 井出一太郎 |              |            |
| 長野県   | 3区  | 宮沢胤勇     | 原茂       | 今村忠助     | 小川平二     |            | 4区 | 増田甲子七     | 吉田正     | 植原悦二郎 |              |            |
| 岐阜県   | 1区  | 大野伴睦     | 山本幸一   | 柳原三郎     | 大橋忠一     | 木村公平   | 2区 | 牧野良三       | 平野三郎   | 楯兼次郎   | 安東義良     |            |
| 静岡県   | 1区  | 高見三郎     | 戸塚九一郎 | 下川儀太郎   | 西村直己     | 佐藤虎次郎 | 2区 | 勝間田清一     | 石橋湛山   | 遠藤三郎   | 宮幡靖       | 山田弥一   |
| 静岡県   | 3区  | 太田正孝     | 長谷川保   | 竹山祐太郎   | 中村幸八     |            |     |                |            |            |              |            |
| 愛知県   | 1区  | 赤松勇       | 加藤鐐五郎 | 辻寛一       | 春日一幸     | 田嶋好文   | 2区 | 早稲田柳右衛門 | 久野忠治   | 中峠国夫   | 加藤清二     |            |
| 愛知県   | 3区  | 江崎真澄     | 佐藤観次郎 | 河野金昇     |              |            | 4区 | 小笠原三九郎   | 伊藤好道   | 小林錡     | 中野四郎     |            |
| 愛知県   | 5区  | 青木孝義     | 鈴木正吾   | 福井勇       |              |            |     |                |            |            |              |            |
| 三重県   | 1区  | 川崎秀二     | 田中久雄   | 松本一郎     | 水谷昇       | 山手満男   | 2区 | 浜地文平       | 長井源     | 尾崎行雄   | 生悦住貞太郎 |            |
| 滋賀県   | 全県 | 堤康次郎     | 堤ツルヨ   | 森幸太郎     | 矢尾喜三郎   | 佐治誠吉   |     |                |            |            |              |            |
| 京都府   | 1区  | 水谷長三郎   | 田中伊三次 | 小川半次     | 加賀田進     | 高木吉之助 | 2区 | 芦田均         | 柳田秀一   | 前尾繁三郎 | 大石ヨシエ   | 中野武雄   |
| 大阪府   | 1区  | 有田二郎     | 大矢省三   | 岡野清豪     | 菅野和太郎   |            | 2区 | 中山マサ       | 西尾末広   | 押谷富三   | 前田種男     |            |
| 大阪府   | 3区  | 井上良二     | 浅香忠雄   | 大川光三     | 松原喜之次   |            | 4区 | 杉山元治郎     | 大倉三郎   | 田中萬逸   | 久保田鶴松   |            |
| 大阪府   | 5区  | 小西寅松     | 西村栄一   | 松田竹千代   |              |            |     |                |            |            |              |            |
| 兵庫県   | 1区  | 河上丈太郎   | 中井一夫   | 首藤新八     |              |            | 2区 | 山下栄二       | 原健三郎   | 富田健治   | 永田亮一     | 山口丈太郎 |
| 兵庫県   | 3区  | 小林絹治     | 岡田五郎   | 吉田賢一     |              |            | 4区 | 清瀬一郎       | 河本敏夫   | 小畑虎之助 | 大上司       |            |
| 兵庫県   | 5区  | 有田喜一     | 小島徹三   | 甲斐中文治郎 |              |            |     |                |            |            |              |            |
| 奈良県   | 全県 | 前田正男     | 八木一男   | 仲川房次郎   | 岡本茂       | 秋山利恭   |     |                |            |            |              |            |
| 和歌山県 | 1区  | 山口喜久一郎 | 田中織之進 | 坊秀男       |              |            | 2区 | 早川崇         | 楠山義太郎 | 辻原弘市   |              |            |
| 鳥取県   | 全県 | 足鹿覚       | 徳安実蔵   | 中田政美     | 古井喜実     |            |     |                |            |            |              |            |
| 島根県   | 全県 | 大橋武夫     | 櫻内義雄   | 日高忠男     | 中崎敏       | 中村英男   |     |                |            |            |              |            |
| 岡山県   | 1区  | 岡田忠彦     | 黒田寿男   | 逢沢寛       | 大村清一     | 和田博雄   | 2区 | 橋本龍伍       | 星島二郎   | 犬養健     | 近藤鶴代     | 山崎始男   |
| 広島県   | 1区  | 松本瀧藏     | 灘尾弘吉   | 砂原格       |              |            | 2区 | 池田勇人       | 永野護     | 前田栄之助 | 谷川昇       |            |
| 広島県   | 3区  | 重政誠之     | 永山忠則   | 宇田恒       | 平川篤雄     | 高橋禎一   |     |                |            |            |              |            |
| 山口県   | 1区  | 吉武恵市     | 西川貞一   | 周東英雄     | 今澄勇       |            | 2区 | 久原房之助     | 佐藤栄作   | 受田新吉   | 青柳一郎     | 西村茂生   |
| 徳島県   | 全県 | 三木武夫     | 生田和平   | 阿部五郎     | 秋田大助     | 岡田勢一   |     |                |            |            |              |            |
| 香川県   | 1区  | 三木武吉     | 成田知巳   | 大西禎夫     |              |            | 2区 | 加藤常太郎     | 大平正芳   | 田万広文   |              |            |
| 愛媛県   | 1区  | 関谷勝利     | 武知勇記   | 菅太郎       |              |            | 2区 | 安平鹿一       | 砂田重政   | 越智茂     |              |            |
| 愛媛県   | 3区  | 今松治郎     | 高橋英吉   | 明礼輝三郎   |              |            |     |                |            |            |              |            |
| 高知県   | 全県 | 吉田茂       | 林譲治     | 宇田耕一     | 浜田幸雄     | 長野長広   |     |                |            |            |              |            |
| 福岡県   | 1区  | 福田昌子     | 緒方竹虎   | 中島茂喜     | 熊谷憲一     | 中村寅太   | 2区 | 麻生太賀吉     | 多賀谷真稔 | 松本七郎   | 伊藤卯四郎   | 青野武一   |
| 福岡県   | 3区  | 楢橋渡       | 田中稔男   | 荒木万寿夫   | 石井光次郎   | 山崎巌     | 4区 | 平井義一       | 田原春次   | 池田禎治   | 木下重範     |            |
| 佐賀県   | 全県 | 保利茂       | 愛野時一郎 | 井手以誠     | 三池信       | 館林三喜男 |     |                |            |            |              |            |
| 長崎県   | 1区  | 木原津與志   | 馬場元治   | 本多市郎     | 雪沢千代治   | 田口長治郎 | 2区 | 北村徳太郎     | 白浜仁吉   | 綱島正興   | 辻文雄       |            |
| 熊本県   | 1区  | 大麻唯男     | 松野頼三   | 松前重義     | 石坂繁       | 坂本泰良   | 2区 | 上塚司         | 園田直     | 坂田道太   | 福永一臣     | 川村継義   |
| 大分県   | 1区  | 広瀬正雄     | 村上勇     | 木下郁       | 後藤義隆     |            | 2区 | 重光葵         | 西村英一   | 小松幹     |              |            |
| 宮崎県   | 1区  | 相川勝六     | 川野芳満   | 甲斐政治     |              |            | 2区 | 伊東岩男       | 小山長規   | 持永義夫   |              |            |
| 鹿児島県 | 1区  | 池田清       | 迫水久常   | 床次徳二     | 赤路友蔵     |            | 2区 | 中馬辰猪       | 尾崎末吉   | 冨吉榮二   |              |            |
| 鹿児島県 | 3区  | 永田良吉     | 東郷実     | 岩川与助     |              |            |     |                |            |            |              |            |

#### 補欠当選等
| 年                   | 月日 | 選挙区     | 選出     | 新旧別 | 当選者   | 所属党派 | 欠員       | 所属党派 | 欠員事由       |
| -------------------- | ---- | ---------- | -------- | ------ | -------- | -------- | ---------- | -------- | -------------- |
| 1953                 | 1.5  | 佐賀全県区 | 繰上補充 | 元     | 江藤夏雄 | 自由党   | 愛野時一郎 | 改進党   | 1952.12.31死去 |
| 出典：戦後の補欠選挙 |      |            |          |        |          |          |            |          |                |

### 初当選
計109名
○：貴族院議員経験者
●：参議院議員経験者
自由党
52名
- 薄田美朝　（北海道1区）
- 木村文男　（青森2区）
- 三和精一　（青森2区）
- 阿部千一　（岩手2区）
- 黒金泰美　（山形1区）
- 加藤精三　（山形2区）
- 佐藤善一郎（福島1区）
- 白石正明　（福島2区）
- 河原田稼吉（福島2区）○
- 鈴木直人　（福島3区）●
- 丹羽喬四郎（茨城3区）

- 野沢清人　（栃木1区）
- 福井盛太　（群馬2区）
- 松山義雄　（埼玉2区）
- 貫井清憲　（埼玉3区）
- 伊能繁次郎（千葉1区）
- 福井順一　（千葉3区）
- 森清　　　（千葉3区）
- 吉江勝保　（山梨全県区）
- 内田常雄　（山梨全県区）
- 宇都宮徳馬（東京2区）
- 大島秀一　（新潟1区）

- 大野市郎　（新潟3区）
- 松岡松平　（富山1区）
- 河合良成　（富山2区）○
- 植木庚子郎（福井全県区）
- 勝俣稔　　（長野2区）
- 高見三郎　（静岡1区）
- 戸塚九一郎（静岡1区）
- 山田弥一　（静岡2区）
- 佐治誠吉　（滋賀全県区）
- 富田健治　（兵庫2区）○
- 甲斐中文治郎（兵庫5区）

- 岡本茂　　（奈良全県区）
- 徳安実蔵　（鳥取全県区）
- 中田政美　（鳥取全県区）
- 日高忠男　（島根全県区）
- 灘尾弘吉　（広島1区）
- 砂原格　　（広島1区）
- 重政誠之　（広島3区）
- 加藤常太郎（香川2区）
- 大平正芳　（香川2区）
- 今松治郎　（愛媛3区）
- 浜田幸雄　（高知全県区）

- 緒方竹虎　（福岡1区）○
- 熊谷憲一　（福岡1区）
- 山崎巌　　（福岡3区）
- 雪沢千代治（長崎1区）
- 相川勝六　（宮崎1区）
- 持永義夫　（宮崎2区）
- 池田清　　（鹿児島1区）○
- 迫水久常　（鹿児島1区）○

改進党
10名
- 町村金五　（北海道1区）
- 松野孝一　（秋田1区）
- 臼井荘一　（千葉1区）
- 武部英治　（石川1区）
- 楠山義太郎（和歌山2区）

- 古井喜実　（鳥取全県区）
- 菅太郎　　（愛媛1区）
- 白浜仁吉　（長崎2区）
- 後藤義隆　（大分1区）
- 重光葵　　（大分2区）○

日本社会党（右派）
6名
- 岡部周治　（群馬2区）
- 平岡忠次郎（埼玉2区）
- 中沢茂一　（長野1区）
- 春日一幸　（愛知1区）
- 池田禎治　（福岡4区）
- 辻文雄　　（長崎2区）

日本社会党（左派）
25名
- 横路節雄　（北海道1区）
- 芳賀貢　　（北海道2区）
- 渡辺惣蔵　（北海道4区）
- 西村力弥　（山形1区）
- 山田長司　（栃木2区）

- 小川豊明　（千葉2区）
- 志村茂治　（神奈川2区）
- 古屋貞雄　（山梨全県区）
- 帆足計　　（東京4区）●
- 原茂　　　（長野3区）

- 楯兼次郎　（岐阜2区）
- 下川儀太郎（静岡1区）
- 加藤清二　（愛知2区）
- 伊藤好道　（愛知4区）
- 加賀田進　（京都1区）

- 柳田秀一　（京都2区）
- 山口丈太郎（兵庫2区）
- 八木一男　（奈良全県区）
- 辻原弘市　（和歌山2区）
- 和田博雄　（岡山1区）●

- 阿部五郎　（徳島全県区）
- 多賀谷真稔（福岡2区）
- 井手以誠　（佐賀全県区）
- 木原津與志（長崎1区）
- 赤路友蔵　（鹿児島1区）

諸派
2名
- 中村英男　（島根全県区）[注 2]
- 川村継義　（熊本2区）[注 2]

無所属
14名
- 福田赳夫　（群馬3区）
- 荻野豊平　（山梨全県区）
- 辻政信　　（石川1区）
- 大橋忠一　（岐阜1区）
- 中峠国夫　（愛知2区）

- 永田亮一　（兵庫2区）
- 秋山利恭　（奈良全県区）
- 坊秀男　　（和歌山1区）
- 山崎始男　（岡山2区）
- 木下重範　（福岡4区）

- 館林三喜男（佐賀全県区）
- 松前重義　（熊本1区）
- 広瀬正雄　（大分1区）
- 小松幹　　（大分2区）

### 返り咲き・復帰
計140名
自由党
56名
- 平塚常次郎（北海道3区）
- 南条徳男　（北海道4区）
- 田子一民　（岩手1区）
- 村松久義　（宮城2区）
- 木村武雄　（山形1区）
- 松岡俊三　（山形2区）
- 加藤宗平　（福島1区）
- 内田信也　（茨城1区）
- 佐藤洋之助（茨城3区）
- 赤城宗徳　（茨城3区）
- 船田中　　（栃木1区）
- 松村光三　（栃木2区）

- 森下國雄　（栃木2区）
- 木暮武太夫（群馬3区）
- 松永東　　（埼玉1区）
- 横川重次　（埼玉2区）
- 荒舩清十郎（埼玉3区）
- 川島正次郎（千葉1区）
- 中助松　　（神奈川1区）
- 山本正一　（神奈川2区）
- 河野一郎　（神奈川3区）
- 鳩山一郎　（東京1区）
- 安藤正純　（東京1区）
- 中村梅吉　（東京5区）

- 前田米蔵　（東京5区）
- 大久保留次郎（東京7区）
- 北昤吉　　（新潟1区）
- 羽田武嗣郎（長野2区）
- 牧野良三　（岐阜2区）
- 佐藤虎次郎（静岡1区）
- 石橋湛山　（静岡2区）
- 太田正孝　（静岡3区）
- 加藤鐐五郎（愛知1区）
- 小笠原三九郎（愛知4区）
- 小林錡　　（愛知4区）
- 浜地文平　（三重2区）

- 大倉三郎　（大阪4区）
- 松田竹千代（大阪5区）
- 中井一夫　（兵庫1区）
- 小林絹治　（兵庫3区）
- 仲川房次郎（奈良全県区）
- 岡田忠彦　（岡山1区）
- 永野護　　（広島2区）
- 谷川昇　　（広島2区）
- 永山忠則　（広島3区）
- 西川貞一　（山口1区）
- 西村茂生　（山口2区）
- 三木武吉　（香川1区）

- 砂田重政　（愛媛2区）
- 明礼輝三郎（愛媛3区）
- 石井光次郎（福岡3区）
- 馬場元治　（長崎1区）
- 綱島正興　（長崎2区）
- 上塚司　　（熊本2区）
- 永田良吉　（鹿児島3区）
- 東郷実　　（鹿児島3区）

改進党
38名
- 松浦周太郎（北海道2区）
- 森田重次郎（青森1区）
- 三浦一雄　（青森1区）
- 粟山博　　（福島1区）
- 山下春江　（福島2区）
- 加藤高蔵　（茨城1区）
- 中山栄一　（茨城1区）
- 山本粂吉　（茨城3区）

- 高瀬伝　　（栃木1区）
- 栗田英男　（栃木2区）
- 五十嵐吉蔵（群馬1区）
- 中村庸一郎（千葉3区）
- 高橋長治　（神奈川1区）
- 小泉純也　（神奈川2区）
- 吉川大介　（新潟1区）
- 高岡大輔　（新潟2区）

- 佐藤芳男　（新潟2区）
- 松村謙三　（富山2区）
- 宮沢胤勇　（長野3区）
- 安東義良　（岐阜2区）
- 鈴木正吾　（愛知5区）
- 田中久雄　（三重1区）
- 長井源　　（三重2区）
- 生悦住貞太郎（三重2区）

- 堤康次郎　（滋賀全県区）
- 菅野和太郎（大阪1区）
- 大川光三　（大阪3区）
- 清瀬一郎　（兵庫4区）
- 小畑虎之助（兵庫4区）
- 小島徹三　（兵庫5区）
- 櫻内義雄　（島根全県区）
- 高橋禎一　（広島3区）

- 秋田大助　（徳島全県区）
- 宇田耕一　（高知全県区）
- 楢橋渡　　（福岡3区）
- 大麻唯男　（熊本1区）
- 石坂繁　　（熊本1区）
- 伊東岩男　（宮崎2区）

日本社会党（右派）
25名
- 菊地養之輔（宮城1区）
- 竹谷源太郎（宮城1区）
- 日野吉夫　（宮城2区）
- 細野三千雄（秋田1区）
- 川俣清音　（秋田2区）

- 吉川兼光　（千葉1区）
- 片山哲　　（神奈川3区）
- 加藤勘十　（東京2区）
- 三輪寿壮　（東京3区）
- 菊川忠雄　（東京4区）

- 河野密　　（東京5区）
- 中村高一　（東京7区）
- 井伊誠一　（新潟2区）
- 吉田正　　（長野4区）
- 矢尾喜三郎（滋賀全県区）

- 西尾末広　（大阪2区）
- 杉山元治郎（大阪4区）
- 河上丈太郎（兵庫1区）
- 山下栄二　（兵庫2区）
- 吉田賢一　（兵庫3区）

- 伊藤卯四郎（福岡2区）
- 田原春次　（福岡4区）
- 木下郁　　（大分1区）
- 甲斐政治　（宮崎1区）
- 冨吉榮二　（鹿児島2区）

日本社会党（左派）
13名
- 正木清　　（北海道1区）
- 山中日露史（北海道4区）
- 森三樹二　（北海道5区）
- 永井勝次郎（北海道5区）
- 原彪　　　（東京1区）

- 島上善五郎（東京6区）
- 山花秀雄　（東京7区）
- 山本幸一　（岐阜1区）
- 長谷川保　（静岡3区）
- 佐藤観次郎（愛知3区）

- 松原喜之次（大阪3区）
- 安平鹿一　（愛媛2区）
- 田中稔男　（福岡3区）

労働者農民党
1名
- 館俊三　　（北海道3区）

諸派
3名
- 只野直三郎（宮城1区）[注 3]
- 平野力三　（山梨全県区）[注 4]
- 武知勇記　（愛媛1区）[注 5]

無所属
4名
- 風見章　　（茨城3区）
- 新井尭爾　（埼玉4区）
- 久原房之助（山口2区）
- 愛野時一郎（佐賀全県区）

### 引退・不出馬
計44名
自由党
29名
- 小川原政信（北海道1区）[注 6]
- 高田弥市　（岩手2区）
- 幡谷仙次郎（茨城1区）
- 森下孝　　（栃木2区）
- 大澤嘉平治（栃木2区）
- 清水逸平　（埼玉2区）

- 渋谷雄太郎（千葉1区）
- 森曉　　　（千葉3区）
- 永井要造　（神奈川2区）
- 河野謙三　（神奈川3区）
- 樋貝詮三　（山梨全県区）
- 松木弘　　（新潟1区）

- 丸山直友　（新潟3区）
- 橘直治　　（富山2区）
- 飛嶋繁　　（福井全県区）
- 田中重弥　（長野1区）
- 武藤嘉一　（岐阜1区）
- 岡村利右衛門（岐阜2区）

- 五島秀次　（静岡1区）
- 畠山鶴吉　（静岡2区）
- 中垣國男　（愛知4区）
- 東井三代次（奈良全県区）
- 藤井平治　（奈良全県区）
- 山本久雄　（広島1区）

- 池見茂隆　（福岡1区）
- 衛藤速　　（福岡4区）
- 長尾達生　（福岡4区）
- 金光義邦　（大分1区）
- 井上知治　（鹿児島1区）

改進党
7名
- 飯田義茂　（北海道5区）
- 苫米地義三（青森1区）
- 畠山重勇　（秋田1区）
- 船田享二　（栃木1区）
- 増田連也　（群馬2区）
- 水野彦治郎（静岡1区）
- 大西正男　（高知全県区）

日本共産党
4名
- 山口武秀　（茨城1区）
- 渡部義通　（埼玉1区）
- 木村栄　　（島根全県区）
- 田代文久　（福岡2区）

諸派
1名
- 羽田野次郎（大分1区）

無所属
3名
- 中西伊之助（神奈川3区）
- 玉井祐吉　（新潟2区）
- 寺崎覚　　（福岡3区）

### 落選
計176名
自由党
124名
- 苫米地英俊（北海道1区）
- 宇野秀次郎（北海道1区）
- 田中元　（北海道3区）
- 冨永格五郎（北海道3区）
- 夏堀源三郎（青森1区）
- 奈良治二　（青森2区）
- 山本猛夫　（岩手1区）
- 庄司一郎（宮城1区）
- 安部俊吾　（宮城1区）
- 角田幸吉　（宮城2区）
- 村上清治　（秋田2区）
- 牧野寛索　（山形1区）
- 鹿野彦吉　（山形1区）
- 図司安正　（山形2区）
- 志田義信　（山形2区）
- 大内一郎　（福島1区）
- 今泉貞雄　（福島1区）
- 松本善壽　（福島1区）
- 円谷光衛　（福島2区）
- 江花静　　（福島2区）
- 関内正一　（福島3区）
- 小野瀬忠兵衛（茨城1区）
- 北沢直吉　（茨城3区）
- 鈴木明良　（茨城3区）
- 尾関義一　（栃木1区）

- 高塩三郎　（栃木1区）
- 佐藤親弘　（栃木2区）
- 山口好一　（栃木2区）
- 藤枝泉介　（群馬1区）
- 松井豊吉　（群馬2区）
- 小峰柳多　（群馬3区）
- 小渕光平　（群馬3区）
- 山口六郎次（埼玉2区）
- 細田栄蔵　（埼玉2区）
- 高間松吉　（埼玉3区）
- 佐瀬昌三　（埼玉4区）
- 柳沢義男　（千葉1区）
- 多田勇　　（千葉1区）
- 佐久間徹　（千葉1区）
- 仲内憲治　（千葉2区）
- 小高熹郎　（千葉3区）
- 田中豊　　（千葉3区）
- 片岡伊三郎（千葉3区）
- 三浦寅之助（神奈川1区）
- 鈴木正文　（山梨全県区）
- 野村専太郎（東京1区）
- 井手光治　（東京1区）
- 菊池義郎　（東京2区）
- 高木章　　（東京4区）
- 鈴木仙八　（東京5区）

- 加藤隆太郎（東京5区）
- 天野公義　（東京6区）
- 福田篤泰　（東京7区）
- 風間啓吉　（新潟1区）
- 鍛冶良作　（富山1区）
- 土倉宗明　（富山2区）
- 黒沢富次郎（長野2区）
- 降旗徳弥　（長野4区）
- 田中啓一　（岐阜1区）
- 神田博　　（静岡1区）
- 足立篤郎　（静岡3区）
- 金原舜二　（静岡3区）
- 多武良哲三（愛知2区）
- 川本末治　（愛知2区）
- 千賀康治　（愛知4区）
- 三宅則義　（愛知4区）
- 八木一郎　（愛知5区）
- 木村俊夫　（三重1区）
- 中村清　　（三重2区）
- 石原円吉　（三重2区）
- 河原伊三郎（滋賀全県区）
- 松永仏骨　（大阪4区）
- 平島良一　（大阪5区）
- 塩田賀四郎（兵庫2区）
- 吉田吉太郎（兵庫2区）

- 川西清　　（兵庫3区）
- 堀川恭平　（兵庫4区）
- 佐々木盛雄（兵庫5区）
- 井上信貴男（奈良全県区）
- 今村長太郎（和歌山1区）
- 田淵光一　（和歌山2区）
- 門脇勝太郎（鳥取全県区）
- 稲田直道　（鳥取全県区）
- 若林義孝　（岡山1区）
- 宮原幸三郎（広島2区）
- 中川俊思　（広島2区）
- 高橋等　　（広島3区）
- 船越弘　　（広島3区）
- 坂本実　　（山口1区）
- 柏原義則　（徳島全県区）
- 真鍋勝　　（徳島全県区）
- 玉置実　　（香川1区）
- 島田末信　（香川2区）
- 大西弘　　（愛媛1区）
- 川端佳夫　（愛媛1区）
- 小西英雄　（愛媛2区）
- 薬師神岩太郎（愛媛3区）
- 中村純一　（愛媛3区）
- 守島伍郎　（福岡1区）
- 淵上房太郎（福岡2区）

- 龍野喜一郎（福岡3区）
- 甲木保　　（福岡3区）
- 高橋権六　（福岡3区）
- 江田斗米吉（福岡4区）
- 北川定務　（佐賀全県区）
- 永井英修　（佐賀全県区）
- 岡西明貞　（長崎1区）
- 坪内八郎　（長崎1区）
- 西村久之　（長崎2区）
- 岡延右衛門（長崎2区）
- 寺本斎　　（熊本1区）
- 原田雪松　（熊本2区）
- 小玉治行　（大分1区）
- 福田喜東　（大分2区）
- 永田節　　（大分2区）
- 佐藤重遠　（宮崎1区）
- 渕通義　　（宮崎1区）
- 瀬戸山三男（宮崎2区）
- 田中不破三（宮崎2区）
- 上林山栄吉（鹿児島1区）
- 滿尾君亮　（鹿児島1区）
- 石原登　　（鹿児島2区）
- 前田郁　　（鹿児島3区）
- 二階堂進　（鹿児島3区）

改進党
23名
- 河口陽一　（北海道2区）
- 林好次　　（北海道5区）
- 高橋清治郎（宮城2区）
- 宮腰喜助　（秋田1区）
- 小野孝　　（山形1区）

- 原彪　　　（茨城3区）
- 金塚孝　　（茨城3区）
- 小林信一　（山梨全県区）
- 松谷天光光（東京7区）
- 稲葉修　　（新潟2区）

- 小林運美　（長野2区）
- 吉川久衛　（長野3区）
- 小松勇次　（静岡2区）
- 橋本金一　（愛知1区）
- 鈴木幹雄　（愛知3区）

- 今井耕　　（滋賀全県区）
- 山本利寿　（島根全県区）
- 福田繁芳　（香川2区）
- 村瀬宣親　（愛媛2区）
- 中村又一　（佐賀全県区）

- 藤田義光　（熊本1区）
- 坂口主税　（熊本1区）
- 吉田安　　（熊本2区）

日本社会党（右派）
4名
- 岡良一　　（石川1区）
- 加藤鐐造　（岐阜2区）
- 松沢兼人　（兵庫1区）
- 佐竹新市　（広島1区）

日本共産党
18名
- 柄沢とし子（北海道4区）
- 池田峯雄　（茨城3区）
- 高田富之　（埼玉3区）
- 今野武雄　（神奈川2区）
- 深沢義守　（山梨全県区）

- 風早八十二（東京4区）
- 梨木作次郎（石川1区）
- 林百郎　　（長野3区）
- 田島ひで　（愛知1区）
- 江崎一治　（滋賀全県区）

- 横田甚太郎（大阪3区）
- 加藤充　　（大阪4区）
- 立花敏男　（兵庫1区）
- 井之口政雄（兵庫2区）
- 竹村奈良一（奈良全県区）

- 米原昶　　（鳥取全県区）
- 苅田アサノ（岡山1区）
- 田中尭平　（山口2区）

労働者農民党
1名
- 中原健次　（岡山2区）

諸派
6名
- 浦口鉄男　（北海道1区）[注 7]
- 小平忠　　（北海道4区）[注 4]
- 小林進　　（新潟3区）[注 4]
- 足立梅市　（三重2区）[注 8]
- 世耕弘一　（和歌山2区）[注 9]
- 佐竹晴記　（高知全県区）[注 4]

### 記録的当選・落選者
- 最年少当選者　　：辻原弘市（左社・和歌山2区） 29歳8ヶ月
- 最高齢当選者　　：尾崎行雄（無所属・三重2区） 93歳9ヶ月
- 最多得票当選者　：鳩山一郎（自由・東京1区） 108,660票
- 最少得票当選者　：粟山明（改進・福島1区） 25,484票
- 最多得票落選者　：菊池義郎（自由・東京2区） 51,642票
- 最多当選　　　　：尾崎行雄（無所属・三重2区）25回（連続）

## 選挙後

### 国会
第15回国会（特別会）
会期：1952年10月24日 - 3月14日
- 衆議院議長選挙（1952年10月24日　投票者数：454 過半数：228）[2]

大野伴睦　（自由党）：244票
清瀬一郎　（改進党）：089票
原彪　　　（社会党左派）：059票
冨吉榮二　（社会党右派）：056票
無効　　　　　　　　　：006票
- 衆議院副議長選挙（1952年10月24日）

第1回投票（投票者数：455　過半数：228）
岩本信行　（自由党）　：210票
佐伯宗義　（改進党）　：088票
八百板正　（社会党左派）　：059票
井伊誠一　（社会党右派）　：057票
清瀬一郎　（改進党）　　：002票
無効　　　　　　　　　　　：039票
決選投票（投票者数：453　過半数：227）
岩本信行　（自由党）　：226票
佐伯宗義　（改進党）　：210票
無効　　　　　　　　　     ：017票
- 内閣総理大臣指名選挙（1952年10月24日）

衆議院議決（投票者数：457　過半数：229）
吉田茂　　（自由党）　：247票
重光葵　　（改進党）　：088票
鈴木茂三郎（社会党左派）　：059票
河上丈太郎（社会党右派）　：056票
無効　　　　　　　　　　：003票